# Tiki Gelana
Erba Tiki Gelana (née le 22 octobre 1987 à Bekoji) est une athlète éthiopienne, spécialiste des courses de fond.

## Biographie
En avril 2012, Tiki Gelana remporte le Marathon de Rotterdam. En 2 h 18 min 58 s, elle établit un nouveau record d’Éthiopie ainsi que la quatrième meilleure performance de tous les temps sur la distance. Elle devance de près de cinq minutes l'Italienne Valeria Straneo, deuxième de l'épreuve. Sélectionnée dans l'équipe d’Éthiopie lors du marathon des Jeux olympiques de Londres, elle remporte l'épreuve en 2 h 23 min 7 s, devant Priscah Jeptoo et Tatyana Petrova Arkhipova, et améliore à cette occasion le record olympique de la discipline.

### Palmarès
| Date | Compétition           | Lieu      | Résultat | Performance     |
| ---- | --------------------- | --------- | -------- | --------------- |
| 2011 | Marathon d'Amsterdam  | Amsterdam | 1re      | 2 h 22 min 8 s  |
| 2012 | Marathon de Rotterdam | Rotterdam | 1re      | 2 h 18 min 58 s |
| 2012 | Jeux olympiques       | Londres   | 1re      | 2 h 23 min 7 s  |

### Records
| Épreuve       | Performance     | Lieu      | Date           |
| ------------- | --------------- | --------- | -------------- |
| Semi-marathon | 1 h 8 min 48 s  | Marugame  | 5 février 2012 |
| Marathon      | 2 h 18 min 58 s | Rotterdam | 15 avril 2012  |

## Famille
Elle est la nièce de l'athlète Gezahegne Abera.